# Crangonoidea
Crangonoidea é uma superfamília de camarões que contém duas famílias: Crangonidae e Glyphocrangonidae.